# Aşağıçaybelen, Bayat
Aşağıçaybelen là một xã thuộc huyện Bayat, tỉnh Afyonkarahisar, Thổ Nhĩ Kỳ. Dân số thời điểm năm 2011 là 443 người.